# Verwaltungsgemeinschaft Estenfeld
In der Verwaltungsgemeinschaft Estenfeld im unterfränkischen Landkreis Würzburg haben sich folgende Gemeinden zur Erledigung ihrer Verwaltungsgeschäfte zusammengeschlossen:
1. Estenfeld, 5315 Einwohner, 18,13 km²
2. Eisenheim, Markt, 1330 Einwohner, 11,56 km²
3. Prosselsheim, 1144 Einwohner, 20,03 km²

Der Sitz der Verwaltungsgemeinschaft ist in Estenfeld.
Die Verwaltungsgemeinschaft wurde 1978 gegründet und umfasste ursprünglich auch die Gemeinde Kürnach. Aufgrund von Änderungen in der Gemeindegebietsreform war es der Gemeinde Kürnach später wieder möglich, sich selbst zu verwalten. Sie trat daher mit Wirkung ab 1. Januar 1980 aus der Verwaltungsgemeinschaft aus.